# Lythrum ovalifolium
Lythrum ovalifolium là một loài thực vật có hoa trong họ Lythraceae. Loài này được (A. Gray) Engelm. ex Koehne mô tả khoa học đầu tiên năm 1881.